# Taylorismo

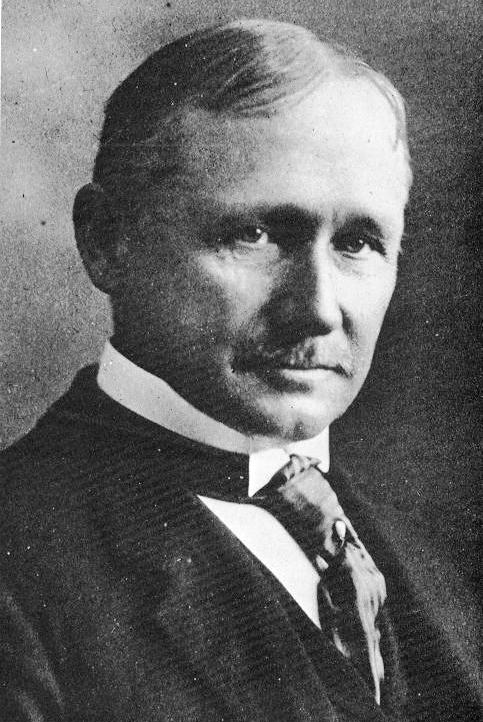
Frederick Taylor (1856-1915)

El taylorismo, en organización del trabajo, hace referencia a la división de las distintas tareas del proceso de producción. Fue un método de organización industrial, cuyo fin era aumentar la productividad y evitar el control que el obrero podía tener en los tiempos de producción. Está relacionado con la producción en cadena.

## Principios de la organización científica del trabajo
Frederick W. Taylor elaboró un sistema de organización racional del trabajo, ampliamente expuesto en su obra Principles of Scientific Management  (1911), en un planteamiento integral que luego fue conocido como “taylorismo”. Se basa en la aplicación de métodos científicos de orientación positivista y mecanicista al estudio de la relación entre el obrero y las técnicas modernas de producción industrial, con el fin de maximizar la eficiencia de la mano de obra, de las máquinas y herramientas, mediante la división sistemática de las tareas, la organización racional del trabajo en sus secuencias y procesos y el cronometraje de las operaciones, más un sistema de motivación mediante el pago de primas al rendimiento, suprimiendo toda improvisación en la actividad industrial.
Frederick W. Taylor intentó eliminar por completo los movimientos innecesarios de los obreros, con el deseo de aprovechar al máximo el potencial productivo de la industria. Hizo un estudio con el objetivo de eliminar los movimientos inútiles y establecer, por medio de cronómetros, el tiempo necesario para realizar cada tarea específica.

### La organización científica del trabajo
Al taylorismo, como método de trabajo, se le denominó organización científica del trabajo o gestión científica del trabajo, entendida como forma de dirección que asigna al proceso laboral los principios básicos del método científico, indicando así el modo óptimo de llevar a cabo un trabajo y repartiendo las ganancias con los trabajadores. Se basa en la división del trabajo en dirección y trabajadores, la subdivisión de las tareas en otras más simples y en la remuneración del trabajador según el rendimiento.
A su vez, la economía fue aumentando a los países que creaban esta compañía, el sistema de Taylor bajó los costos de producción porque se tenían que pagar menos salarios, las empresas incluso llegaron a pagar menos dinero por cada pieza para que los obreros se diesen más prisa. Para que este sistema funcionara correctamente, era imprescindible que los trabajadores estuvieran supervisados, y así surgió un grupo especial de empleados que se encargaban de la supervisión, organización y dirección del trabajo. Este proceso se enmarcó en una época (fines del siglo XIX) de expansión acelerada de los mercados que llevó al proceso de colonialismo, que terminó su cruzada frenética en tragedia a través de las guerras mundiales. Su obsesión por el tiempo productivo lo llevó a trabajar el concepto de cronómetro en el proceso productivo, idea que superaría a la de taller, propia de la primera fase de la Revolución Industrial. 
La organización del trabajo taylorista transformó a la industria en los siguientes sentidos:
- Aumento de la destreza del obrero a través de la especialización y el conocimiento técnico.
- Mayor control de tiempo en la planta, lo que significaba mayor acumulación de capital.
- Idea inicial del individualismo técnico y la mecanización del rol.
- Estudio científico de movimientos y tiempo productivo.
- La división del trabajo planteada por Taylor efectivamente reduce los costos y reorganiza científicamente el trabajo, pero encuentra un rechazo creciente del proletariado, elemento que sumado a la crisis de expansión estructural de mercado (por velocidad de circulación de la mercancía) lo llevaría a una reformulación práctica en el siglo XX que es la idea de fordismo.

Según el propio Taylor, las etapas para poner en funcionamiento su sistema de organización del trabajo eran las siguientes:
1. Hallar diez o quince obreros (si es posible en distintas empresas y de distintas regiones) que sean particularmente hábiles en la ejecución del trabajo por analizar.
2. Definir la serie exacta de movimientos elementales que cada uno de los obreros lleva a cabo para ejecutar el trabajo analizado, así como los útiles y materiales que emplea.
3. Determinar con un cronómetro el tiempo necesario para realizar cada uno de estos movimientos elementales y elegir el modo más simple de ejecución.
4. Eliminar todos los movimientos mal concebidos, los lentos o inútiles.
5. Tras haber suprimido así todos los movimientos inútiles, reunir en una secuencia los movimientos más rápidos y los que permiten emplear mejor los materiales más útiles.

La aplicación del sistema de Taylor provocó una baja en los costos de producción porque significó una reducción de los salarios. Para estimular a los obreros a incrementar la producción, muchas empresas disminuyeron el salario pagado por cada pieza. Hacia 1912 y 1913, se produjeron numerosas huelgas en contra de la utilización del sistema de Taylor.
Anteriormente los trabajadores cualificados, en la revolución industrial británica, tenían un ritmo autónomo e irregular de producción, y una cantidad de piezas que entregar al final de la semana. Así, tras un domingo de ocio y borrachera, los "San Lunes" se reponían de la resaca, e iban aumentando su ritmo de trabajo para entregar la mercancía el viernes o sábado. Frederick Taylor lo describió como "systematic vagrancy", "holganza obrera sistemática" (holgar: descansar después de un esfuerzo; vagancia: sin definición clara). De ahí podría provenir, despectivamente, el uso del término "holgazán" a trabajadores que no cumplieran con el ritmo establecido. De este modo quedaba atrás, definitivamente, la época en que el artesano podía decidir cuánto tiempo le dedicaba a producir una pieza, según su propio criterio de calidad. Ahora, el ritmo de trabajo y el control del tiempo de las tareas del trabajador estaban sujetos a las necesidades de la competencia en el mercado.
Los principales puntos del modelo de organización de Taylor fueron determinar científicamente trabajo estándar, crear una revolución mental y un trabajador funcional. A finales del siglo XIX y principios del siglo XX, existían dos esferas sociales diferenciadas: el campo y la fábrica. Hay una tendencia a la mayor división social del trabajo: tareas cada vez más simples, parcelación progresiva de las tareas.
Los fines del modelo consistían en aumentar la productividad, consiguiendo más por menos, cuestión que desemboca en la descalificación de los obreros.
Con la división del trabajo, se eliminan costos y el trabajo artesanal, se consigue que el conocimiento pase a los ingenieros, los oficios dejan de tener la posición preferente y negociadora que tenían hasta el momento, y así el trabajador pierde ese poder negociador como resultado de la conversión a tareas simples.
La fragmentación del trabajo produce una descalificación, al destruirse los antiguos oficios, fragmentándolos y descomponiéndolos, aumentando la eficiencia y bajando los costos, ya que al trabajador que lleva a cabo tareas simples se le paga menos.
Este sistema conlleva un problema: el monopolio del conocimiento, interés en que ese conocimiento no trascienda para así lograr mantener aquel régimen.

## Soldado
La gestión científica del trabajo requiere un alto grado de control sobre las prácticas de los empleados por parte de los administradores, y ocasiona una mayor proporción de trabajadores administrativos sobre obreros. Esta administración tan minuciosa puede causar disputas entre administradores y empleados.
Taylor observó que algunos trabajadores poseían más talento que otros, y que incluso los más inteligentes frecuentemente carecían de motivación. Además, observó que la mayoría de los trabajadores obligados a realizar tareas repetitivas tienden a trabajar al menor ritmo posible que no conlleve un castigo. Este lento ritmo de trabajo ha sido observado en varias industrias y países, y ha sido llamado "soldado", aludiendo a la forma en la que los conscriptos seguirían órdenes. Taylor usó este término y observó que, a igual remuneración, los trabajadores tienden a hacer tanto trabajo como el que menos por fin.
Esto refleja la idea de que los intereses de los trabajadores privilegian su propio bienestar, y no se benefician al trabajar más de lo necesario si es que no aumenta su remuneración. Taylor por lo tanto propuso que las prácticas de trabajo que se habían desarrollado en la mayoría de los ambientes de trabajo eran excesivamente ineficientes. Él postuló entonces que un estudio exhaustivo podría llevar a mejores prácticas para realizar cualquier tarea, y que los métodos predominantes raramente eran tan eficientes como las mejores prácticas. Taylor admitió que, si la remuneración de cada empleado se relacionara con su productividad, su rendimiento aumentaría significativamente.

## Relación con mecanización y automatización

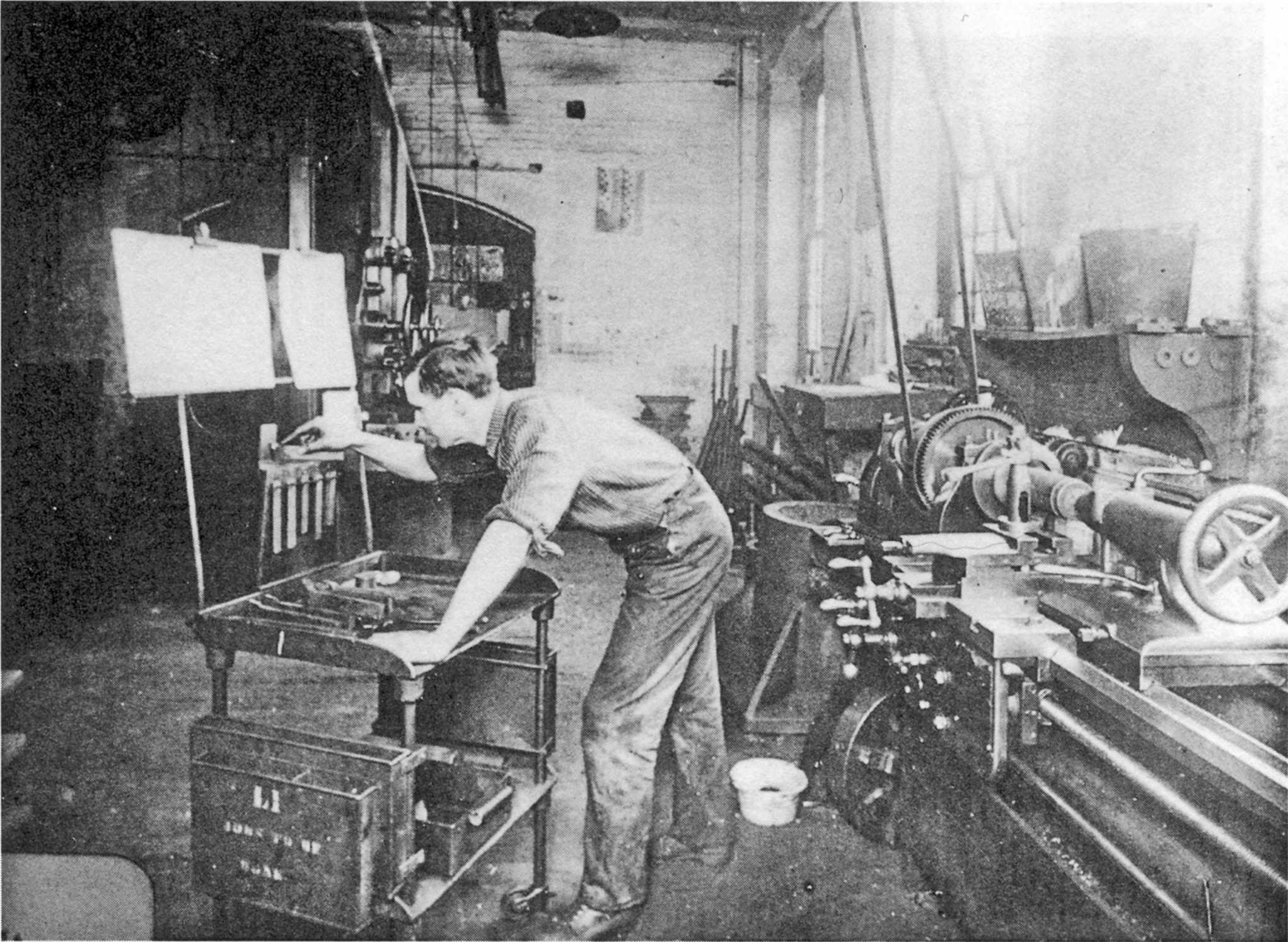
Un maquinista en la Tabor Company, compañía en la que se pusieron en práctica los métodos de Taylor, cerca de 1905.

La gestión científica del trabajo, o taylorismo, evolucionó en una era en la que la mecanización y automatización industrial todavía no se habían manifestado. Las ideas y métodos de la gestión científica del trabajo extendieron el sistema estadounidense de manufactura desde el trabajo manual (con humanos como los únicos agentes posibles) hacia la mecanización y automatización. Aunque los defensores de la gestión científica del trabajo no predijeron la extensa destitución de humanos del proceso productivo. Con el aumento de la mecanización y la automatización emergieron preocupaciones sobre el desempleo tecnológico.
Al descomponer procesos en unidades discretas y sin ambigüedades, la gestión científica del trabajo sentó las bases de la automatización y el subcontrato internacional. Taylor y sus adeptos no lo previeron al principio, ya que pensaron que serían humanos quienes ejecutarían los procesos optimizados. Por ejemplo, a pesar de que en ese tiempo la instrucción "abre la válvula A cuando el valor del manómetro B supere el valor X" sería llevada a cabo por un humano, el hecho de que se reduzca a un componente algorítmico abrió el camino para que una máquina sea el agente. Sin embargo, un punto en común entre ese tiempo y el actual, es que los agentes que ejecutan las tareas no tienen que ser "inteligentes" para hacerlo. En el caso de los computadores, son incapaces (actualmente) de ser "inteligentes"; en el caso de humanos bajo gestión científica del trabajo, comúnmente eran capaces, pero no se les era permitido. Una vez que concluían las etapas de Taylor para poner en funcionamiento su sistema de organización en un trabajo en particular, los trabajadores ya no tenían oportunidad de pensar, experimentar o realizar sugerencias. La mayor parte del tiempo estaban obligados a no pensar, lo que ocasionalmente llevó a revueltas.
El terreno neutral entre la producción realizada por trabajadores cualificados y la automatización completa, está habitado por sistemas extensamente mecanizados y automatización parcial operada por trabajadores parcialmente capacitados. Estos sistemas dependen de flujos de trabajo algorítmicos y transmisión del conocimiento, lo que requiere de considerable ingeniería para ser exitosos. A pesar de que las intenciones de Taylor no iban más allá de optimizar métodos de trabajo, la ingeniería de procesos que él exploró tiende a concentrar las habilidades necesarias para realizar las tareas en los equipos y los procesos, disminuyendo considerablemente las habilidades necesarias por parte de los trabajadores. Estos procesos han predominado en gran parte de la industria desde entonces, y es además fundamental para el éxito del subcontrato internacional.

## Taylorismo digital
Los autores Philip Brown; Hugh Lauder y David Asthon denominan taylorismo digital a la organización global del denominado trabajo de conocimiento propio de la revolución informática o tercera revolución industrial- que es sometido al mismo proceso de gestión de organización científica que en su día sufrieron los denominados trabajos artesanales por el taylorismo.
El taylorismo digital somete las tareas, hasta hace poco consideradas no mecanizables -de carácter creativo, intelectual-, propio de las clases medias y muchos profesionales, al mismo destino que las artesanales, son codificadas y digitalizadas consiguiendo que la capacidad humana de decisión y juicio pueda ser sustituida por programas automáticos con protocolos de decisión informatizados -mecanizados-. Además, por su facilidad de deslocalización y movilidad técnica de los procesos -propia de las conexiones globales informatizadas- los empleos son fáciles de exportar, cambiar y sustituir.
Son los países desarrollados los que más van a sufrir el taylorismo digital ya que las tareas informatizables aumentan día a día y es en los países en desarrollo y subdesarrollados donde se encuentran salarios cada vez más bajos.